# Vira

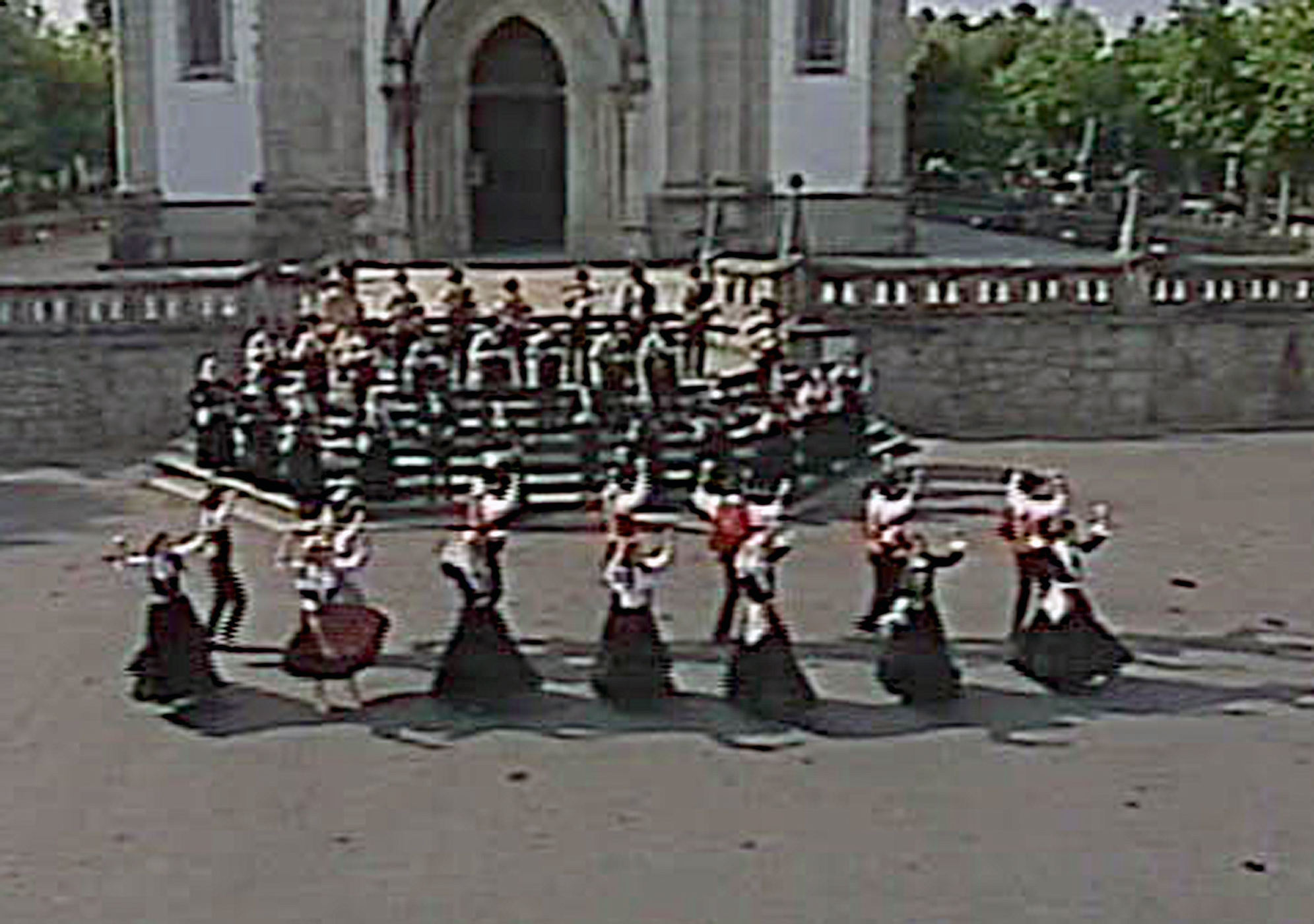
Rapazes e raparigas a dançar o Vira do Minho

O Vira é um género músico-coreográfico do folclore português. Mais conhecido como característico do Minho, o Vira é todavia também dançado em muitas outras províncias, entre as quais a Estremadura. São vários os tipos de viras conhecidos: Vira Antigo (Reguengo Grande, Lourinhã e Casais Gaiola, Cadaval), Vira das Sortes (Olho Marinho, 
Óbidos), Vira Valseado (Outeiro da Pedra, Leiria), Vira de Costas (Colaria, Torres Vedras), Vira das Desgarradas (Reguengo Grande, Lourinhã), Vira Batido (Casais Gaiola, Caldas da Rainha), Vira de Três Pulos (Assafora, Sintra) e Vira de Dois Pulos (Lagoa, 
Mafra).

## Dança
Se o nome da maior parte deriva de particularidades coreográficas, há também os que resultam da função que exercem, como é o caso do vira das sortes, que era especialmente tocado, pelas ruas e no baile respetivo, quando os rapazes iam às sortes; e o vira das desgarradas, que se tocava no princípio do baile enquanto não se reunia toda a juventude e também por vezes nos intervalos, tendo como característica o ser cantado ao desafio entre as moças e os rapazes. A forma coreográfica é sucedânea da dança de roda: os pares, formam uma grande roda, que evolui no sentido contrário ao dos ponteiros do relógio. Em certo ponto, os rapazes abandonam os pares na roda e dirigem-se ao centro, onde batem com o pé direito e regressam, voltando até os respetivos pares. A roda recomeça a girar e, da próxima vez, são as moças que vão ao centro e assim sucessivamente.
Já em Casais Gaiola, Painho e Cadaval, o vira batido nunca era dançado com os pares juntos. Ao início, após a formação da roda, vão os rapazes ao meio onde batem os pés por três vezes, logo retomando o seu lugar na roda. Depois, é a vez das moças fazerem os mesmos passos, estas regressam à roda justamente quando a música ganha um andamento mais rápido, altura em que os pares passam até atingir o seguinte, após o que regressam, sempre ao ritmo valseado, ao par inicial. Andam sempre separados.

## Origem
As origens do vira, que alguns situam no ternário da valsa oitocentista e outros buscam mais atrás, no fandango, parecem ser de remota idade, como defendeu Gonçalo Sampaio e também Mario de Sampayo Ribeiro, que as coloca antes do século XVI e levanta mesmo a hipótese de filiação na canção que acompanhava o bailado ou tordião.
Tomaz Ribas considera o vira uma das mais antigas danças populares portuguesas, salientando que já Gil Vicente a ele fazia referência na peça Nau d’Amores, onde o dava como uma dança do Minho. Note-se, a respeito de filiações e semelhanças, a proximidade do Vira de Dois Pulos de Lagoa e Mafra com o fandango. 